# 俞琤
俞琤（英語：Winnie Yu Tsang，1954年4月16日—），簡稱YT，香港傳媒人、廣播及電視節目主持人，為香港商業電台前副主席和前無綫電視藝員，也是香港的「金牌司儀」之一。俞琤博学多才，与林燕妮、白韻琹、狄娜、施南生等一并被媒体称为「香江才女」。

## 簡歷
俞琤早年就讀聖士提反女子中學附屬幼稚園（1958年起入讀）、聖士提反女子中學附屬小學（1966年小六），1971年在聖士提反女子中學中五畢業後（1966年入讀），進入商業電台任唱片騎師，主持節目《早晨老友記》和《年青人時間》。當時唱片騎師主持節目時，需一位控制員負責播放唱片，但俞琤和陳任兩人開創「一腳踢」制度之新風，即唱片騎師按自己說話步伐，自行播放唱片，做法惹起工程部門不滿，更驚動商台創辦人何佐芝，經商討後，商台允許試行新制，「一腳踢」制度亦成為後來唱片騎師的定制。到70年代末，俞琤領導下的商業二台，有包括蘇施黃、曾路得、鍾保羅等十三名唱片騎師冒起，俞琤更以「六Pair半」之名大力推廣，開創商業二台一代盛世。
1982年7月1日離開商業電台，轉攻電影及電視行業，並曾於無綫電視擔任長壽節目《勁歌金曲》司儀及《歡樂今宵》主持。
1988年重返商業電台任董事兼總經理，進行名為「三二一起飛」的改革，包括創立叱咤樂壇流行榜等長壽節目、把電台轉為以本地音樂為主，和策劃多個創新的節目，期間因新城電台在1991年8月全線啟播而在10月1日爆發挖角潮導致商台員工大量流失，及後擔任董事兼總裁。2000年起逐漸淡出商業電台管理事務，至2003年辭去商業電台總裁一職，但留任商業電台董事。俞琤後曾在電訊盈科旗下盈科天馬動力擔任行政總裁。
2004年發生鄭經翰及黃毓民封咪事件後，重新出掌商業電台，揚言將電台「變得理性」，開始整頓部份「政治敏感」的節目。其後商業電台節目作風轉變，立場溫和，並以《在晴朗的一天出發》代替《風波裡的茶杯》，但收聽率則出現下跌。她在2008年創立天比高創作伙伴，培訓涵蓋電台、劇場、音樂及電影等多媒體創作人。2015年12月24日，俞琤於商業電台聖誕聯歡會上宣布辭去副主席及董事之職，翌年元旦假期生效。其後鮮有出席公開場合。
2019年1月3日，俞琤亮相香港電台十大中文金曲頒獎音樂會，並頒發金針獎予達明一派。
2024年4月16日，俞琤在中環星級食肆Sevva的最後一夜，舉行70歲生日派對，包括林青霞、吳慷仁、容祖兒、蔡卓妍等過百圈中好友出席。

## 轶闻

### 性取向
俞琤最为人熟悉的，除了伶牙俐齿的口才、独当一面的管理营运智慧外，就是其中性打扮。早于七十年代，俞琤曾掀起香港媒介对其打扮和性向的讨论。其在多个采访和主持中，都表示自己自小已经是女强人性格，喜欢做男人的活动。八十年代中后期，俞琤开始淡出电视幕前的主持工作，其男性打扮更加强化。90年代，俞琤公开自己的性取向，并以“生在女儿身的男同性恋者”来形容自己，是香港和华人社会首位公开同性性取向的媒体管理层。2010年起，俞琤与澳门赌王女儿何超琼的同性关系則受人注目。

### 商台內部不和
俞琤管理营运方面亦不時引起一些風波，引來員工的不滿。因應一次立法會答問大會上，時任行政長官曾蔭權與時任立法會議員余若薇就誰是「用電大花筒」針鋒相對，林海峰曾以此「慳電」題材而於商台其聲音專欄以「余曾慳啲大賽」作描述，明顯另有所指。

## 外部連結
- 郑经翰对俞琤评价有保留 赞前妻徐小凤是好人
- 俞琤爆大班解約內情（页面存档备份，存于）
- 俞琤大班反目「互爆黑幕」 （页面存档备份，存于）